# جيم بوب موريس
جيم بوب موريس (بالإنجليزية: Jim Bob Morris)‏ هو لاعب كرة قدم أمريكية أمريكي، ولد في 17 مايو 1961 في بربانك في الولايات المتحدة.

## وصلات خارجية
- جيم بوب موريس على موقع مرجع كرة القدم المحترفة.كوم (الإنجليزية)